# Кретово (Брасовський район)
Кретово (рос. Кретово) — село у Брасовському районі Брянської області Росії. Входить до складу муніципального утворення Добриковське сільське поселення.
Населення — 86 осіб.
Розташоване за 6 км на північ від села Добрик.

## Історія
Згадується з першої половини XVII століття (спочатку як село, у складі Самовської волості Карачевського повіту). У 1737 році на кошти поміщика І. С. Сафонова була побудована кам'яна церква Вознесіння Господнього (не збереглася), за яким село також іноді називалося Вознесенським.
У 1778—1782 рр. село входило до Луганського повіту. З 1782 по 1928 рр. — в Дмитрівському повіті Орловської губернії (з 1861 — у складі Хотіївської волості, з 1923 в Глодневській волості). У XIX столітті — володіння Муравйової, Шепелєва та інших поміщиків. У 1874 році була відкрита земська школа.
З 1929 року — в складі Брасовського району. До 1954 року було центром Кретовської сільради; в 1954—2005 в Хотіївській сільраді.

## Населення
За найновішими даними, населення — 86 осіб (2013).
У минулому чисельність мешканців була такою:
| Роки      | 1866 | 1893 | 1897 | 1920 | 1923 | 1926 | 1979 | 1989 | 2002 | 2010 |
| --------- | ---- | ---- | ---- | ---- | ---- | ---- | ---- | ---- | ---- | ---- |
| Населення | 604  | 1201 | 703  | 835  | 905  | 807  | 188  | 177  | 141  | 78   |